# 勝俣宣夫
勝俣 宣夫（かつまた のぶお、1942年12月5日 - ）は日本の実業家である。総合商社丸紅の社長、会長を経て、相談役。

## 来歴
東京都出身。勝俣久作（代ゼミ創設者の一人）の五男。1966年、慶應義塾大学経済学部を卒業し、丸紅飯田（現丸紅）入社。1990年に印刷用紙部長。その後取締役、常務、専務を経て2003年に丸紅社長。5年間務め毎年最高の純利益を記録した。2009年、ハーバード大学が選ぶ「業績・株価の向上に貢献した世界のCEOベスト100」に選出された。2013年2月19日丸紅株式会社取締役相談役、同年相談役。
この間2008年5月から一般社団法人日本貿易会会長。2011年、経済同友会副代表幹事を辞任し、日本経済団体連合会副会長就任。2011年から日立製作所取締役。横河電機取締役、一般財団法人日中経済協会副会長、公益社団法人中小企業研究センター理事、一般社団法人日本ミャンマー協会副会長等も務める。

## 受章
- 旭日大綬章（2021年4月29日）[8][9]

## 人物
- 「策士」「寝技師」などと語られる。辻亨（先代社長）を「陽」とすれば勝俣は「陰」。二人の対比が「策士」というイメージを増幅させた。社内の評判は「人との信頼関係を重んじ、義理人情に厚い人柄」[10]
- 学生時代からヨットを愛し、現在も東京湾の潮風を頬に受けながらブランデーグラスを傾ける。
- フィンランドが好きでこれまで100回以上訪れている。一方で商社マンのイメージとは裏腹に海外赴任経験が一度もない
- 座右の銘は「至誠天に通ず」
- 兄弟の勝俣孝雄（新日鉄副社長）、勝俣恒久（東京電力会長）と三人で「産業界の勝俣三兄弟」と呼ばれる。